# Jung Seung-hyun
Jung Seung-hyun (Incheon, 3 april 1994) is een Zuid-Koreaans voetballer die doorgaans speelt als centrale verdediger. In juli 2025 verruilde hij Al-Wasl voor Ulsan HD. Jung maakte in 2017 zijn debuut in het Zuid-Koreaans voetbalelftal.

## Clubcarrière
Jung speelde in de jeugd van Ulsan Hyundai en vertrok om te gaan studeren en voetballen aan de Yonsei University. In januari 2015 keerde de centrumverdediger terug bij Ulsan Hyundai. Bij deze club maakte hij ook zijn professionele debuut. Op 19 april 2015 speelde Ulsan met 1–1 gelijk bij Incheon United en Jung kwam achttien minuten voor het einde van de wedstrijd binnen de lijnen. Na tweeënhalf jaar verkaste de Zuid-Koreaan naar Sagan Tosu. Jung maakte medio 2018 de overstap naar Kashima Antlers. Met de club won hij dat jaar de Aziatische Champions League. Na twee jaar keerde hij terug naar zijn geboorteland om te gaan spelen voor Ulsan Hyundai. In maart 2021 werd Jung voor anderhalf jaar gehuurd door Gimcheon Sangmu om zijn dienstplicht te voltooien. Jung verkaste in januari 2024 naar Al-Wasl. Na anderhalf jaar keerde hij terug naar Ulsan Hyundai, inmiddels acterend onder de naam Ulsan HD.

## Clubstatistieken
| Seizoen | Club              | Competitie     | Competitie | Competitie | Beker | Beker | Internationaal | Internationaal | Totaal | Totaal |
| Seizoen | Club              | Competitie     | Wed.       | Dlp.       | Wed.  | Dlp.  | Wed.           | Dlp.           | Wed.   | Dlp.   |
| ------- | ----------------- | -------------- | ---------- | ---------- | ----- | ----- | -------------- | -------------- | ------ | ------ |
| 2015    | Ulsan Hyundai     | K League 1     | 18         | 0          | 1     | 0     | —              | —              | 19     | 0      |
| 2016    | Ulsan Hyundai     | K League 1     | 19         | 1          | 2     | 0     | —              | —              | 21     | 1      |
| 2017    | Ulsan Hyundai     | K League 1     | 12         | 0          | 0     | 0     | 5              | 0              | 17     | 0      |
| 2017    | Sagan Tosu        | J1 League      | 16         | 1          | 0     | 0     | —              | —              | 16     | 1      |
| 2018    | Sagan Tosu        | J1 League      | 11         | 1          | 3     | 0     | —              | —              | 14     | 1      |
| 2018    | Kashima Antlers   | J1 League      | 11         | 0          | 2     | 0     | 9              | 0              | 22     | 0      |
| 2019    | Kashima Antlers   | J1 League      | 13         | 0          | 6     | 0     | 7              | 0              | 26     | 0      |
| 2020    | Ulsan Hyundai     | K League 1     | 23         | 2          | 4     | 0     | 5              | 0              | 32     | 2      |
| 2021    | → Gimcheon Sangmu | K League 2     | 29         | 5          | 0     | 0     | —              | —              | 29     | 5      |
| 2022    | → Gimcheon Sangmu | K League 1     | 16         | 1          | 0     | 0     | —              | —              | 16     | 1      |
| 2022    | Ulsan Hyundai     | K League 1     | 5          | 0          | 1     | 0     | 0              | 0              | 6      | 0      |
| 2023    | Ulsan Hyundai     | K League 1     | 23         | 1          | 2     | 0     | 4              | 1              | 29     | 2      |
| 2023/24 | Al-Wasl           | UAE Pro League | 13         | 3          | 6     | 1     | —              | —              | 19     | 4      |
| 2024/25 | Al-Wasl           | UAE Pro League | 25         | 1          | 6     | 1     | 10             | 0              | 41     | 2      |
| 2025    | Ulsan HD          | K League 1     | 0          | 0          | 0     | 0     | 0              | 0              | 0      | 0      |
| Totaal  | Totaal            | Totaal         | 245        | 16         | 33    | 2     | 42             | 1              | 320    | 19     |

Bijgewerkt op 9 juli 2025.

## Interlandcarrière
Jung maakte zijn debuut in het Zuid-Koreaans voetbalelftal op 12 december 2017, toen met 0–1 gewonnen werd van Noord-Korea door een eigen doelpunt van Ri Yong-chol. Jung mocht van bondscoach Shin Tae-yong als basisspeler aan het duel beginnen en hij werd vijf minuten voor tijd gewisseld voor Park Joo-ho. De andere debutant dit duel was Jin Seong-wook (Jeju United). Jung werd in juni 2018 door Shin opgenomen in de selectie van Zuid-Korea voor het wereldkampioenschap in Rusland. Hier werd de selectie in de groepsfase werd uitgeschakeld. De ploeg verloor van achtereenvolgens Zweden (0–1) en Mexico (1–2), maar won in het afsluitende groepsduel met 2–0 van titelverdediger Duitsland. Jung kwam niet in actie tijdens het toernooi.
| Interlands van Jung Seung-hyun voor Zuid-Korea | Interlands van Jung Seung-hyun voor Zuid-Korea | Interlands van Jung Seung-hyun voor Zuid-Korea | Interlands van Jung Seung-hyun voor Zuid-Korea | Interlands van Jung Seung-hyun voor Zuid-Korea | Interlands van Jung Seung-hyun voor Zuid-Korea | Interlands van Jung Seung-hyun voor Zuid-Korea |
| №                                              | Datum                                          | Wedstrijd                                      | Uitslag                                        | Competitie                                     | Goals                                          |                                                |
| Als speler bij Sagan Tosu                      | Als speler bij Sagan Tosu                      | Als speler bij Sagan Tosu                      | Als speler bij Sagan Tosu                      | Als speler bij Sagan Tosu                      | Als speler bij Sagan Tosu                      | Als speler bij Sagan Tosu                      |
| ---------------------------------------------- | ---------------------------------------------- | ---------------------------------------------- | ---------------------------------------------- | ---------------------------------------------- | ---------------------------------------------- | ---------------------------------------------- |
| 1                                              | 12 december 2017                               | Noord-Korea – Zuid-Korea                       | 0 – 1                                          | EAFF Cup 2017                                  |                                                |                                                |
| 2                                              | 16 december 2017                               | Japan – Zuid-Korea                             | 1 – 4                                          | EAFF Cup 2017                                  |                                                |                                                |
| 3                                              | 30 januari 2018                                | Zuid-Korea – Jamaica                           | 2 – 2                                          | Vriendschappelijk                              |                                                |                                                |
| 4                                              | 3 februari 2018                                | Zuid-Korea – Letland                           | 1 – 0                                          | Vriendschappelijk                              |                                                |                                                |
| 5                                              | 28 mei 2018                                    | Zuid-Korea – Honduras                          | 2 – 0                                          | Vriendschappelijk                              |                                                |                                                |
| 6                                              | 1 juni 2018                                    | Zuid-Korea – Bosnië en Herzegovina             | 1 – 3                                          | Vriendschappelijk                              |                                                |                                                |
| Als speler bij Kashima Antlers                 |                                                |                                                |                                                |                                                |                                                |                                                |
| 7                                              | 17 november 2018                               | Australië – Zuid-Korea                         | 1 – 1                                          | Vriendschappelijk                              |                                                |                                                |
| 8                                              | 20 november 2018                               | Oezbekistan – Zuid-Korea                       | 0 – 4                                          | Vriendschappelijk                              |                                                |                                                |
| Als speler bij Gimcheon Sangmu                 |                                                |                                                |                                                |                                                |                                                |                                                |
| 9                                              | 15 januari 2022                                | IJsland – Zuid-Korea                           | 1 – 5                                          | Vriendschappelijk                              |                                                |                                                |
| 10                                             | 6 juni 2022                                    | Zuid-Korea – Chili                             | 2 – 0                                          | Vriendschappelijk                              |                                                |                                                |
| 11                                             | 10 juni 2022                                   | Zuid-Korea – Paraguay                          | 2 – 2                                          | Vriendschappelijk                              |                                                |                                                |
| Als speler bij Ulsan Hyundai                   |                                                |                                                |                                                |                                                |                                                |                                                |
| 12                                             | 16 juni 2023                                   | Zuid-Korea – Peru                              | 0 – 1                                          | Vriendschappelijk                              |                                                |                                                |
| 13                                             | 20 juni 2023                                   | Zuid-Korea – El Salvador                       | 1 – 1                                          | Vriendschappelijk                              |                                                |                                                |
| 14                                             | 7 september 2023                               | Wales – Zuid-Korea                             | 0 – 0                                          | Vriendschappelijk                              |                                                |                                                |
| 15                                             | 12 september 2023                              | Saoedi-Arabië – Zuid-Korea                     | 0 – 1                                          | Vriendschappelijk                              |                                                |                                                |
| 16                                             | 13 oktober 2023                                | Zuid-Korea – Tunesië                           | 4 – 0                                          | Vriendschappelijk                              |                                                |                                                |
| 17                                             | 17 oktober 2023                                | Zuid-Korea – Vietnam                           | 6 – 0                                          | Vriendschappelijk                              |                                                |                                                |
| 18                                             | 16 november 2023                               | Zuid-Korea – Singapore                         | 5 – 0                                          | WK 2026 kwalificatie                           |                                                |                                                |
| 19                                             | 21 november 2023                               | China – Zuid-Korea                             | 0 – 3                                          | WK 2026 kwalificatie                           | 87'                                            |                                                |
| 20                                             | 6 januari 2024                                 | Irak – Zuid-Korea                              | 0 – 1                                          | Vriendschappelijk                              |                                                |                                                |
| 21                                             | 15 januari 2024                                | Zuid-Korea – Bahrein                           | 3 – 1                                          | AK 2023                                        |                                                |                                                |
| 22                                             | 20 januari 2024                                | Jordanië – Zuid-Korea                          | 2 – 2                                          | AK 2023                                        |                                                |                                                |
| 23                                             | 30 januari 2024                                | Saoedi-Arabië – Zuid-Korea                     | 1 – 1 (2 – 4 n.s.)                             | AK 2023                                        |                                                |                                                |
| 24                                             | 2 februari 2024                                | Australië – Zuid-Korea                         | 1 – 2 n.v.                                     | AK 2023                                        |                                                |                                                |
| 25                                             | 6 februari 2024                                | Jordanië – Zuid-Korea                          | 2 – 0                                          | AK 2023                                        |                                                |                                                |
| Als speler bij Al-Wasl                         |                                                |                                                |                                                |                                                |                                                |                                                |
| 26                                             | 10 september 2024                              | Oman – Zuid-Korea                              | 1 – 3                                          | WK 2026 kwalificatie                           |                                                |                                                |

Bijgewerkt op 9 juli 2025.

## Erelijst
| Competitie           |                 |                 |                 |                 |
| Competitie           | Aantal          | Jaren           |                 |                 |
| Kashima Antlers      | Kashima Antlers | Kashima Antlers | Kashima Antlers | Kashima Antlers |
| -------------------- | --------------- | --------------- | --------------- | --------------- |
| AFC Champions League | 1               | 2018            |                 |                 |
| Gimcheon Sangmu      |                 |                 |                 |                 |
| K League 2           | 1               | 2021            |                 |                 |
| Ulsan Hyundai        |                 |                 |                 |                 |
| K League 1           | 1               | 2022            |                 |                 |
| AFC Champions League | 1               | 2020            |                 |                 |
| Al-Wasl              |                 |                 |                 |                 |
| UAE Pro League       | 1               | 2023/24         |                 |                 |
| Zuid-Korea           |                 |                 |                 |                 |
| EAFF Cup             | 1               | 2017            |                 |                 |